# موشيه ساسون
موشيه ساسون (بالعبرية: משה ששון) (15 ديسمبر 1925 ـ 16 سبتمبر 2006) هو ثاني سفير لإسرائيل في مصر بعد إلياهو بن إليسار. شغل منصبه بين عامي 1981 و1988، وهو بذلك أطول من شغل هذا المنصب.

## مولده ونشأته
ولد ساسون في دمشق، وانتقل إلى فلسطين في طفولته. كان والده إلياهو ساسون في طليعة اليهود الشرقيين الذين خدموا الصهيونية قبل قيام دولة إسرائيل وبعد قيامها. هاجر إلياهو ساسون من سورية إلى فلسطين، تاركًا الصحافة ـ التي كان يعمل بها حتى عام 1928 ـ وانخرط في العمل بشركة كهرباء القدس، ومنها انتقل إلى مكتب أبراهام سيتون للعمل في البلدة القديمة كمحاسب في تجارة المانيفاتورة.
انضم إلياهو ساسون إلى الوكالة اليهودية وأصبح مساعداً لموشيه شاريت في الاتصالات مع الدول العربية المجاورة واستمر في عمله حتى عام 1935.
عقب قيام دولة إسرائيل أصبح إلياهو ساسون أول سفير إسرائيلي لدى تركيا. ثم تولى التفاوض مع الملك عبد الله ملك الأردن للإفراج عن أسرى اليهود لدى الجيش الأردني إثر حرب 1948.
انتقل إلياهو ساسون بعد ذلك إلى روما، ثم إلى جنيف ليعمل سفيرًا لإسرائيل في المنظمات الدولية بها. إلى أن استدعاه بن غوريون وألحقه بحكومته وزيرًا للشرطة، ثم وزيرا للبريد والهاتف، قبل أن يصاب إلياهو ساسون بشلل نصفي ألزمه الفراش لسبع سنوات انتهت بوفاته، وقد قدر للابن فيما بعد أن يسير على نفس خطى والده تقريبًا؛ إذ عمل سفيرًا لإسرائيل في إيطاليا، ثم في تركيا، بالإضافة إلى عمله سفيرًا بمصر.

## تاريخه مع الهاجاناه
تطوع موشيه ساسون قبل قيام دولة إسرائيل في كتائب الاستخبارات في الهاجاناه في القدس، وكان يتمتع بمعلومات غزيرة عن العرب.
كان ساسون حتى عام 1948 مكلفًا بتكوين خلايا التجسس، وقام في ذلك العام بالتخطيط لهجوم استهدف مسرح إديسون في القدس.

## عمله السياسي والدبلوماسي
التحق ساسون بالسلك الدبلوماسي الإسرائيلي عام 1952، وعمل سفيرًا لإسرائيل لدى تركيا بين عامي 1960 و1966، ثم مديرًا لشؤون الهدنة في وزارة الخارجية الإسرائيلية. وفي 21 نوفمبر 1967 قام رئيس الوزراء الإسرائيلي ليفي أشكول ـ على خلفية خبرة ساسون الواسعة بالشؤون العربية ـ بتعيين الأخير «ممثلًا لرئيس الوزراء للاتصالات السياسية المتعلقة بالضفة الغربية وقطاع غزة والقدس».
انتقل ساسون بعد ذلك إلى روما ليشغل منصب سفير إسرائيل في إيطاليا بين عامي 1973 و1977، ثم عين سنة 1981 سفيرًا لإسرائيل في مصر خلفًا لإلياهو بن إليسار، وفي أكتوبر من نفس العام قدر له أن يشهد واقعة اغتيال الرئيس محمد أنور السادات؛ إذ كان يجلس على مقربة من الرئيس في المنصة عند اغتياله. وقد كتب ساسون عن هذه الواقعة في كتابه «سبع سنوات في أرض المصريين» (بالعبرية: שבע השנים בארץ המצרים، صدر عام 1992).

## مؤلفاته
- سبع سنوات في أرض المصريين (تل أبيب، 1992)
- بلا مائدة مستديرة (بالعبرية: ללא שולחן עגול، صدر سنة 2004): يتناول فيه تاريخ العلاقة بين العرب وإسرائيل.[2]

## وفاته
توفي ساسون يوم السبت 16 سبتمبر 2006 عن عمر يناهز 81 عامًا. وقد ظل حتى أخريات حياته متابعًا للقنوات التلفزيونية العربية ومهتمًا بالسياسة.